# Paul Stupar
Paul Johann Stupar, avstro-ogrski mornariški častnik in kontraadmiral, * 1866, Pazin, † 1928, Dunaj.

## Življenje in vojaška kariera
Rodil se je v Pazinu v vojvodini Kranjski kot sin Jakova Stuparja in Marije Camus. Leta 1882 se je vpisal na avstrijsko mornariško akademijo na Reki in leta 1886 diplomiral.
Poveljeval je številnim avstrijskim ladjam od leta 1907. Bil je kapitan ladje SMS Aspern ob pomorski blokadi Črne gore leta 1913.
Med letoma 1914 in 1917 je poveljeval vojaškim skladiščem v Šibeniku.
Zadnja ladja, ki ji je poveljeval, je bila SMS Erzherzog Friedrich leta 1918.
Povzpel se je po činih in 1. maja 1918 je bil povišan v kontraadmirala avstro-ogrske mornarice.

## Odlikovanja in nagrade
vojaški križec za zasluge 3. razreda
vojaški križec za zasluge 3. razreda